# 制裁戦争
制裁戦争（せいさいせんそう）とは、国際社会の平和・安定を脅かすとされる国家やテロ組織などに対し、武力をもって制裁を加えることを目的とする戦争である。
国際連合安全保障理事会（安保理）の武力行使容認決議に基づく制裁戦争には以下のような例がある。
- 1991年 湾岸戦争

2001年のアフガニスタン戦争や2003年のイラク戦争では、安保理の議決なしにアメリカ合衆国のジョージ・W・ブッシュ政権が単独で先制的自衛権を行使する「制裁戦争」（予防戦争）に踏み切った。国際社会の承認のないこれらの戦争は、本来の意味での制裁戦争といえるのかという大きな問題となっている。